# Tabanus mossambicensis
Tabanus mossambicensis är en tvåvingeart som beskrevs av Travassos Santos Dias 1985. Tabanus mossambicensis ingår i släktet Tabanus och familjen bromsar.
Artens utbredningsområde är Moçambique. Inga underarter finns listade i Catalogue of Life.